# Infraestruturas de Plasencia

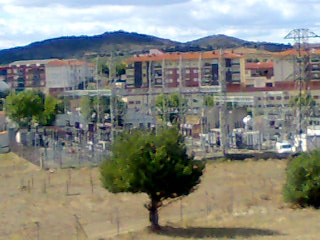
Subestação elétrica de Plasencia

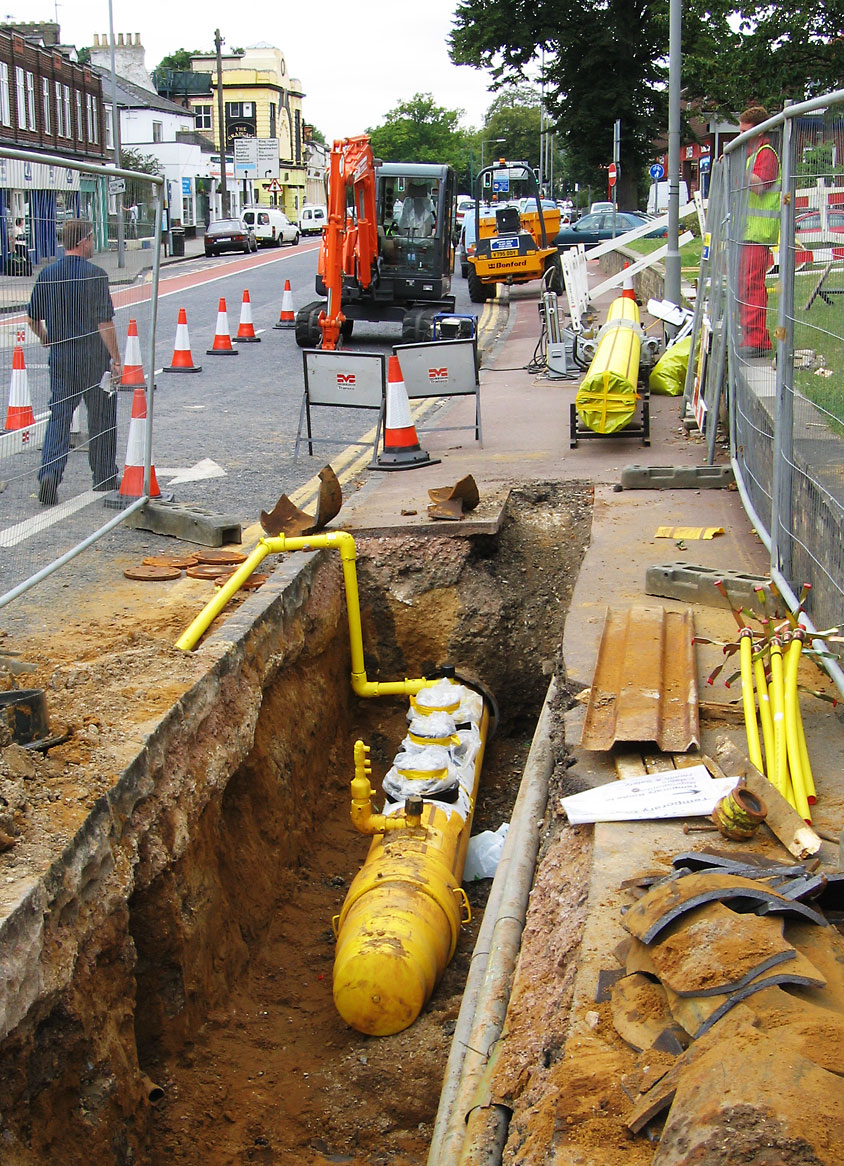
Obras de canalizações subterrâneas de tubagens de gás natural

Infraestruturas de Plasencia

## Abastecimentos

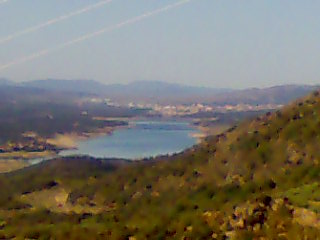
Barragem de Plasencia

### Água potável
A gestão do abastecimento de água potável e de águas residuais é feita pela empresa Aquagest mediante uma concessão administrativa outorgado pelo Ayuntamiento em 1999.
Os dados do exercício de 2003 indicam que foram fornecidos 4 476 179 m³ de água potável para uma população de 38 495 habitantes, o que dá uma média de 318 litros por habitante por dia.

### Abastecimento de alimentos perecíveis
O abastecimento de alimentos perecíveis é assegurado pela rede comercial e funcional que a cidade possui, ainda que os mercados abastecedores centrais mais próximos se encontrem em Salamanca e Badajoz.
As zonas agrícolas e pecuárias que existem nas diversas comarcas próximas convergem em Plasencia e são um fator determinante para o abastecimento adequado dos produtos alimentícios consumidos na cidade, com excepção do peixe, que provém de regiões mais distantes.

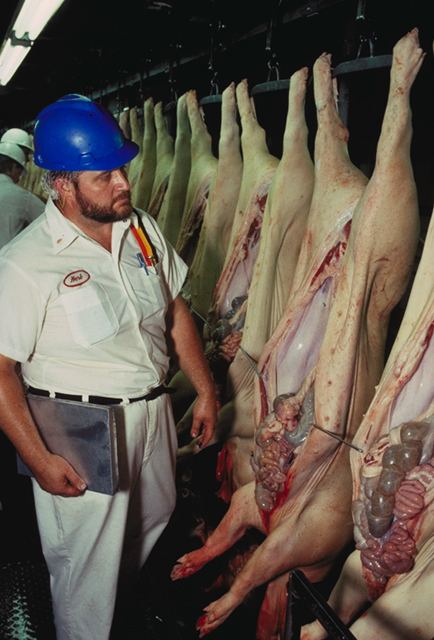
Inspeção de carne numa câmara frigorífica

A infraestrutura de abastecimento conta com um matadouro municipal e um mercado construído em 1934 (o qual estava prestes a ser transferido de local em 2009), um mercado que se realiza todas as terças-feiras na Plaza Mayor, um hipermercado, além de diversos supermercados e pequenos comércios tradicionais de alimentação.

### Energia elétrica
A energia elétrica consumida em Plasencia é distribuída pela empresa Iberdrola, que é transportada pela Rede Elétrica de Espanha, a qual tem uma subestação no município. A maior parte dessa energia procede da central nuclear de Almaraz e da central hidroeléctrica de Valdecañas.

### Combustíveis
O município é abastecido de combustíveis derivados do petróleo (gasolina e gasóleo) pelas instalações de armazenamento que a Compañía Logística de Hidrocarburos (CLH) tem em Mérida. Em 2009 a CLH tinha contratos de serviços logísticos para a utilização das suas instalações com a maior parte dos operadores que abastecem as diferentes gasolineiras. A maior parte dos combustíveis armazenados e distribuídos a partir de Mérida é proveniente da refinaria de Puertollano, na província de Ciudad Real, através de um oleoduto.

#### Gás natural

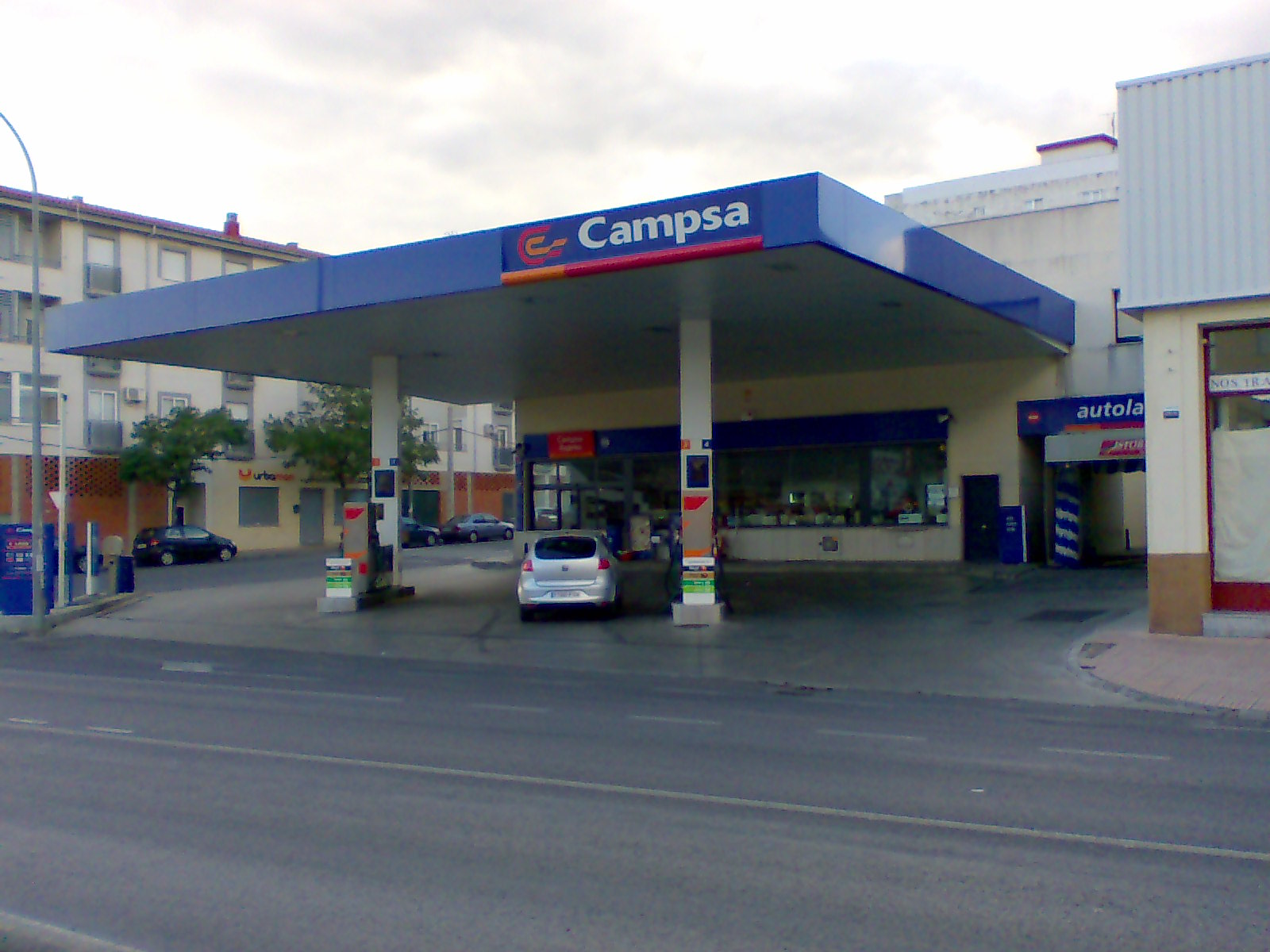
Gasolineira na zona urbana

Por determinação da Secretaria Geral Técnica da Consejería de Economia, Indústria e Finanças da Junta da Estremadura, desde 14 de fevereiro de 1997 que a empresa Enagás tem a concessão administrativa para o serviço público de distribuição e abastecimento de gás natural canalizado para uso industrial nas áreas de diversos municípios da Comunidade Autónoma da Estremadura, entre eles estando Plasencia.
A rede de Plasencia tem origem num ponto do gasoduto Almendralejo-Salamanca localizado a oeste da cidade, do qual partem dois ramais, um em direção a oeste, até Carcaboso, e outro em direção a sudeste, até Plasencia, onde torna a dividir-se em mais dois ramais. O comprimento previsto destas instalações é de 28,3 km. A rede incorporará uma estação de regulação de média/alta pressão B e alta pressão A, sendo a máxima pressão de saída de 16 bar. O gás natural fornecido terá um poder calorífico mínimo de 9 000 Kcal/Nm³, estando o gás classificado em termos das suas características físico-químicas como da segunda família de gases combustíveis definida na norma UNE-60.002.
A maior parte da água consumida é proveniente da barragem de Plasencia, que tem uma capacidade de 58 hm³, sendo uma pequena parte captada desde tempos remotos nas serras de Cabezabellosa y El Torno. A barragem situa-se no rio Jerte, a aproximadamente 5 km a montante (norte) da cidade. No centro da barragem encontra-se uma tomada de água ligada por canalização para uma estação de tratamento que tem um caudal máximo de tratamento de 720 m³/hora. O sistema de abastecimento dispõe de quatro depósitos para armazenamento cuja capacidade é de 23 250 m³. Um destes depósitos, com 4 000 m³ está na própria estação de tratamento, situando-se os outros em locais estratégicos para assegurar o abastecimento.

## Ambiente

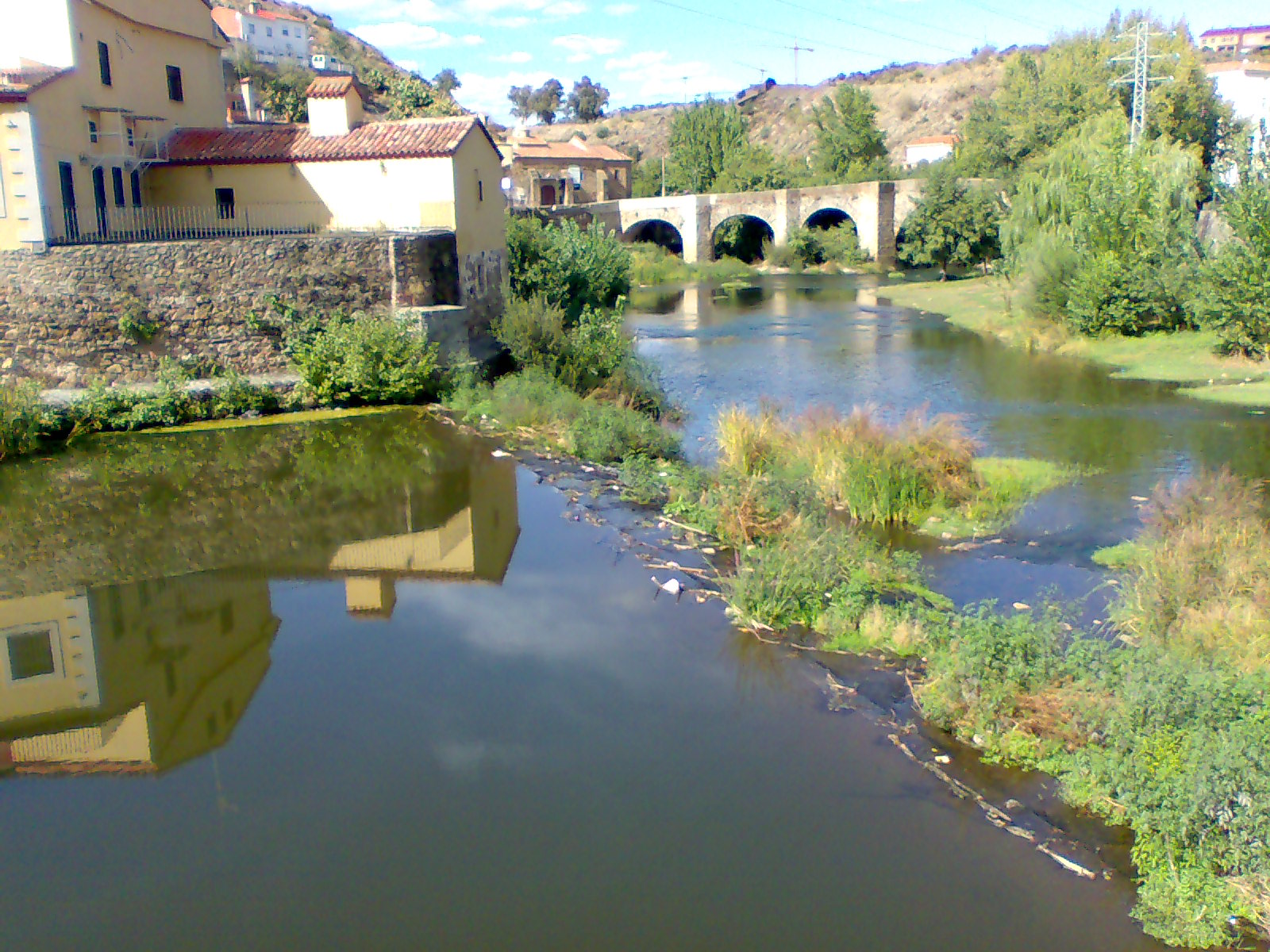
O rio Jerte em Plasencia

### Águas residuais
As águas residuais são depuradas antes de serem novamente vertidas no rio Jerte, existindo para esse efeito uma estação de tratamento (ETAR), para a qual há planos de ampliação ou de substituição.

### Recolha e tratamento de lixo
A recolha de lixo (resíduos sólidos) e seu tratamento é realizado desde 2005 pela empresa URBASER, do grupo Grupo FCC (Fomento de Construcciones Y Contratas, SA), mediante concessão administrativa da Junta da Estremadura por um período de 10 anos. A população servida na área de Plasencia e arredores ascende a 152 000 habitantes, pois também presta serviço às comarcas vizinhas. Em toda a cidade existem contentores diferenciados para permitir a recolha diferenciada de resíduos, mediante o sistema de ecopontos. Os resíduos são transportados para a estação de tratamento de Plasencia, situada a 10 km da estrada Galisteo-Fuentedueñas e após compactados são transportados para o centro de tratamento de resíduos sólidos urbanos conhecido como ecoparque localizado em Mirabel.
Durante 2007 os placentinos produziram 17 517 toneladas de lixo, sendo 437 de cartão e 345 de embalagens ligeiras.

## Educação

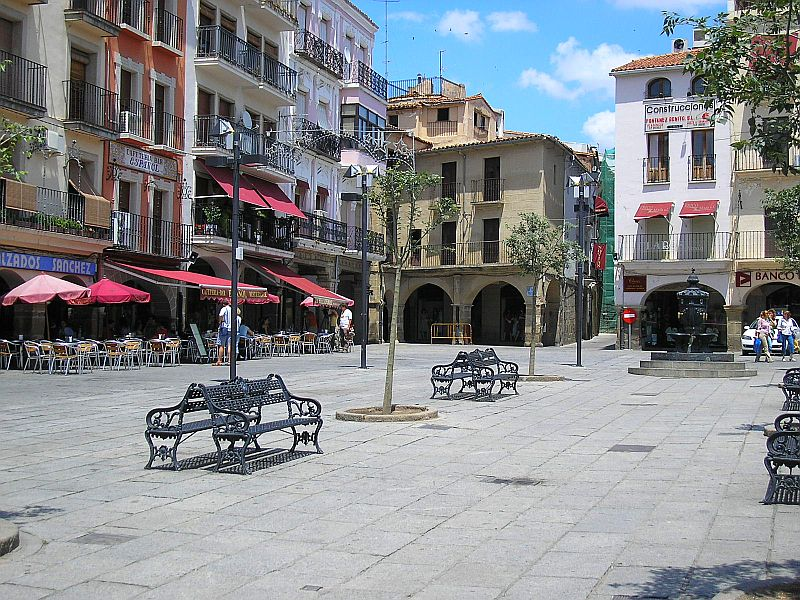
Plaza Mayor

### Centros de ensino históricos
A partir o século XV foram vários os centros de ensino que se criaram na cidade, fruto do trabalho levado a cabo pelos alguns dos seus bispos, especialmente Juan de Carvajal, em 1446, tendo sido esta a primeira cidade da Estremadura com estudos de nível universitário, vinculados à Universidade de Salamanca. Como prova disso, chegaram aos nosso dias alguns edifícios que albergaram os referidos estudos.
- Escola de Gramática — Atualmente convertida num centro recreativo.
- Convento dos Jesuítas — Atualmente sede da Universidade Nacional de Educação à Distância (UNED) e da Escola Oficial de Idiomas.
- Colégio de la Merced — Atualmente a sede do Campus de Plasencia da Universidade da Estremadura. É um edifício de tijolo vermelho de estilo modernista construído no final do século XIX.
- Colégio São Calisto — Foi um projeto destinado a acolher órfãos impulsionado pelo marquês de La Constancia no final do século XIX. O edifício monumental foi desenhado pelo arquiteto Joaquín de la Concha Alcalde e foi representativo do ecletismo de matiz neomudéjar. Em algumas épocas esteve sob a alçada do Ministério da Defesa e acolheu a guarnição militar da cidade.[11]

### Infraestrutura atual de ensino
O sistema educativo não univesitário é administrado pela Consejería de Educação da Junta da Estremadura, que assume as competências de educação a nível regional. Em 2007 existiam os seguintes instituições de ensino:
- 18 centros de ensino educação infantil e primário.
- 5 escolas secundárias em funcionamento mais uma em construção.
- Centro de ensino especial.
- conservatório (Escuela Hogar Placentina).
- Escola municipal de música.
- Universidade Popular.
- Escola Oficial de Idiomas.
- Centro de professores e recursos.
- Escola Superior de Cozina Cidade de Plasencia.[12]
- Campus da Universidade da Estremadura, no qual funcionam as seguintes áreas:enfermagem, podologia, gestão de empresas e engenharia florestal.
- Centro da Universidade Nacional de Educação à Distância (UNED), onde funcionam 29 cursos.
- Seminário maior e menor, onde se leccionam cursos de Teologia, em conjunto com o Instituto de Ciências Religiosas Santa María de Guadalupe, adstrito à Universidade Pontifícia de Salamanca.

## Saúde

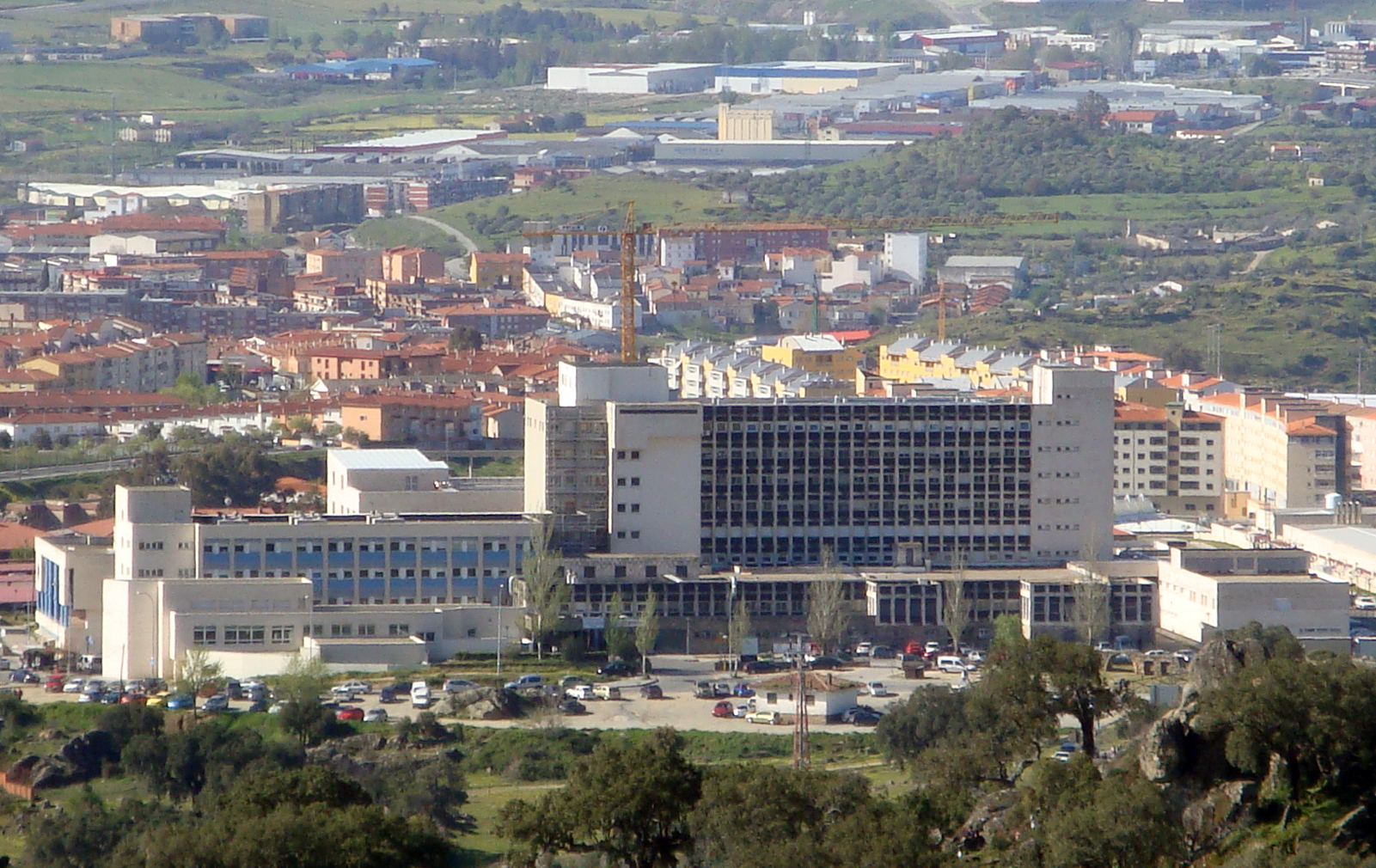
Hospital Virgen del Puerto

### Infraestrutura sanitária histórica
Existem na cidade vetígios de alguns hospitais cujos edifícios têm hoje outros usos, mas que noutros tempos foram importantes no desenvolvimento da atividade sanitária:
- Hospital de doña Gracia, atualmente é o hospital provincial
- Hospital da Cruz ou de São Roque
- Hospital de la Merced, nas imediações da Porta de Talavera, do qual só resta a ábside
- Hospital de Doña Catalina Jiménez del Barco
- Hospital de Santa Maria, cuja antiga igreja está hoje transformada num auditório do conservatório de música e dança da Deputação Províncial de Cáceres
- Antiga Casa de Saúde, atualmente sede da Universidade Nacional de Educação à Distância (UNED) e da Escola Oficial de Idiomas

### Infraestrutura sanitária atual
De acordo com a lei 10/2001 de 28 de junho de Saúde da Estremadura, a "Área de Sáude" é a estrutura básica do "Sistema Sanitário Público da Estremadura". Este organismo tem a seu cargo a gestão de todos os níveis assistenciais (sáude pública, promoção da sáude, cuidados primários, assistência hospitalar, assistência sóciossanitária, urgências e emergências).
A Área de Saúde de Plasencia é uma das oito áreas da organização sanitária atual da Estremadura e está dividida em 14 zonas. Tem aproximadamente 120 000 utentes espalhados por 4 099 km, sendo que 21% dos utentes têm mais de 65 anos de idade.
Os recursos sanitários disponíveis em Plasencia são:
- Hospital Virgen del Puerto, com 254 camas[14]
- 3 centros de saúde
- 4 consultórios
- várias unidades médicas de emergência (112)
- 1 unidade de saúde mental infanto-juvenil
- 1 unidade de suporte de cuidados paliativos
- várias unidades de cuidados primários
- várias unidades de odontologia
- várias unidades de toxicodependência
- 1 hospital psiquiátrico, um dos únicos deste tipo na Estremadura
- 1 centro de hemodiálise.

Apenas existe um centro hospitalar não público, uma clínica com 20 camas.

#### Competências municipais
O artigo 42 da Lei geral de Saúde dispõe que os ayuntamientos, sem prejuízo das competências das restantes administrações públicas, têm as seguintes responsabilidades mínimas em assuntos relacionados com controlo sanitário nas seguintes áreas:
- meio ambiente — poluição atmosférica, abastecimento de águas, saneamento de águas residuais, resíduos urbanos e industriais.
- indústrias, atividades e serviços, transportes, ruídos e vibrações.
- edifícios e locais de habitação e convivência humana, especialmente nos centros de alimentação, cabeleireiros, saunas e centros de higiene pessoal, hotéis e centros residenciais, escolas, acampamentos turísticos e áreas de atividades desportivas e de recreio.
- distribuição e fornecimento de alimentos perecíveis, bebidas e demais produtos, direta ou indiretamente relacionados com uso e consumo humanos, assim como os respetivos meios de transporte.
- cemitérios

## Serviços sociais
Para dar cobertura às necessidade especiais de alguns grupos da população, tanto de Plasencia como do norte da região estremenha, a cidade conta com:
- Residência e centro de dia para doentes de Alzheimer, com capacidade de 90 camas e centro de terapia ocupacional; uma unidade que é referência provincial para esta doença.[16]
- Lar de Nazazé, situado na serra de Santa Bárbara, a sul da cidade, junto à estrada de circunvalação, é uma residência da terceira idade com 40 lugares, um centro de acolhimento de transeuntes e de diversos serviços assistenciais.[17]
- Asilo das Hermanitas de los Pobres, com 80 lugares.
- Residência mista de São Francisco, pertence à Junta da Estremadura e dispõe de 110 lugares.

## Acessibilidades e transportes

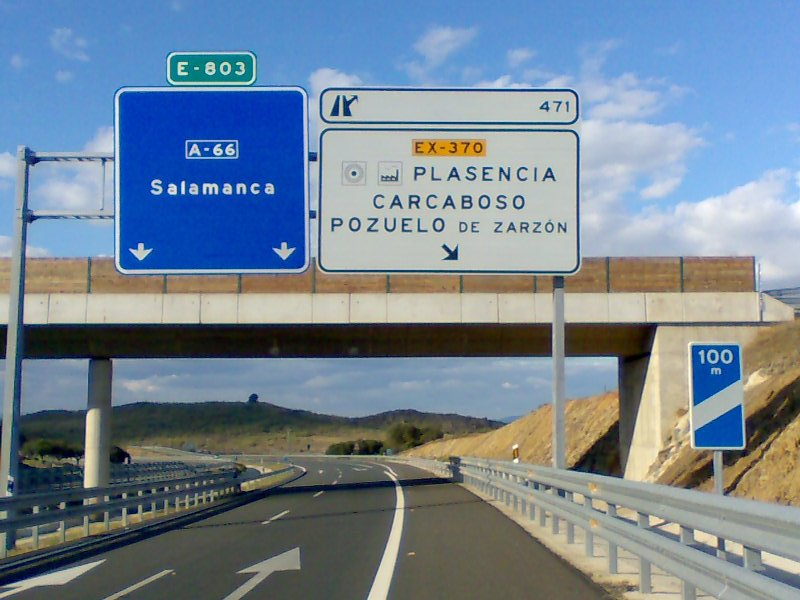
Tabuleta de aceso à cidade na Autovía Ruta de la Plata (A-66)

Dada a situação geográfica da cidade, a meio caminho entre as duas capitais ibéricas, Madrid y Lisboa, e praticamente a meio da mais importante via de comunicação do oeste espanhol, a Via da Prata, Plasencia é um importante nó de comunicações e são várias as autoestradas e estradas que unem a cidade ao resto da Espanha e da Europa, algumas com origem na cidade. Pelo menos duas delas são das que registam mais tráfego, como é o caso da Autovía Ruta de la Plata (A-66) e da estrada entre Plasencia e Malpartida de Plasencia. A antiga estrada N-630 já foi na prática substituída na sua totalidade pela nova Autovía Ruta de la Plata, cujo traçado é paralelo à estrada antiga.
| Principais estradas | Principais estradas                                           | Principais estradas                                                                           |
| Identificador       | Denominação                                                   | Itinerário                                                                                    |
| ------------------- | ------------------------------------------------------------- | --------------------------------------------------------------------------------------------- |
| A-66                | Autovía (autoestrada) da Ruta de la Plata, de Sevilha a Gijón | Norte e sul da província de Cáceres (Vale do Ambroz) e da Península Ibérica                   |
| EX-A1               | Autoestrada regional de Navalmoral de la Mata a Portugal      | Leste da Península (Navalmoral de la Mata, Madrid, etc.), com o oeste da província e Portugal |
| N-630               | Estrada nacional N-630 de Sevilha a Gijón                     | Norte e sul da Península, paralela à Autovía A-66, pelo que é pouco usada                     |
| N-110               | Estrada nacional N-110, de Plasencia a Sória                  | Vale do Jerte e Ávila.                                                                        |
| EX-203              | Estrada regional (autonómica)                                 | Comarca de La Vera, até ao limite da província de Ávila                                       |
| EX-208              | Estrada regional da Estremadura                               | Parque Nacional de Monfragüe e Trujillo                                                       |
| EX-108              | Estrada regional da Estremadura                               | Oeste da província até Monfortinho (Portugal), por Cória                                      |
| EX-370              | Estrada regional da Estremadura                               | Oeste da província até Pozuelo de Zarzón                                                      |
| EX-304              | Estrada regional da Estremadura                               | Circunvalação sul de Plasencia                                                                |
| CC-36               | Estrada da Diputação provincial de Cáceres                    | Malpartida de Plasencia                                                                       |

### Distâncias a outras localidades
O quadro seguinte mostra as distências entre Plasencia e as localidades mais importantes da comarca, província de Cáceres e algumas das capitais de província de Espanha.

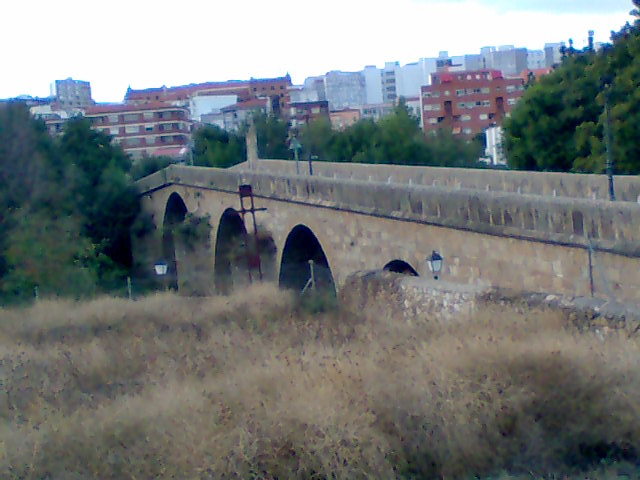
Ponte Nova

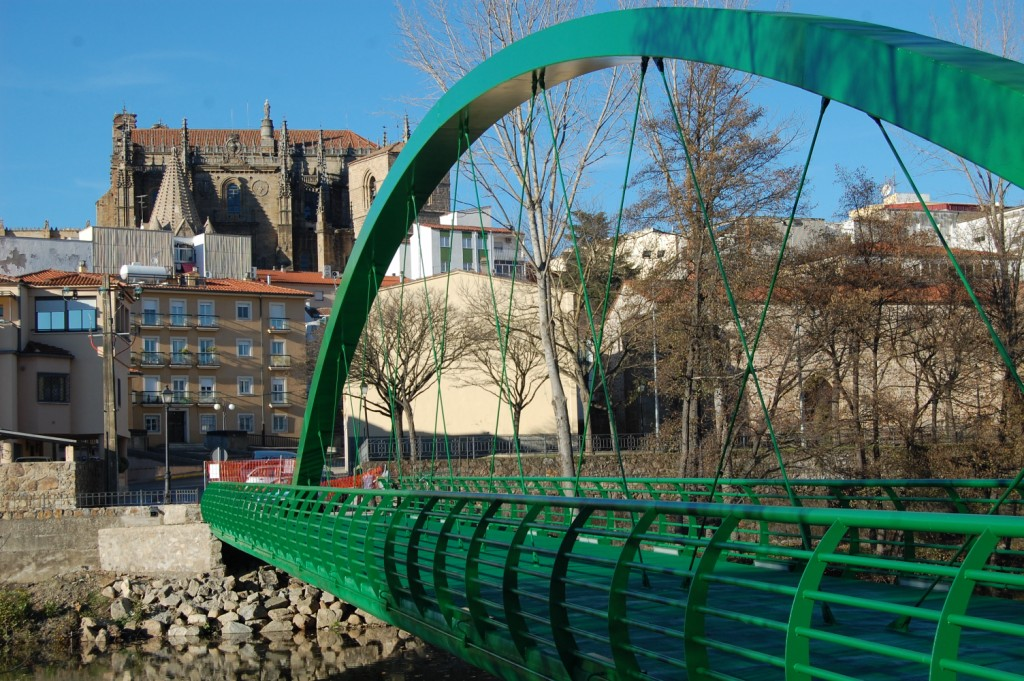
Ponte pedonal

| Cidades               | Distância (km) | Localidades             | Distância (km) | Capitais  | Distância (km) |
| --------------------- | -------------- | ----------------------- | -------------- | --------- | -------------- |
| Navalmoral de la Mata | 58 km          | Navaconcejo             | 30 km          | Cáceres   | 86 km          |
| Jarandilla de la Vera | 50 km          | Tornavacas              | 45 km          | Salamanca | 130 km         |
| Hervás                | 42 km          | Piornal                 | 35 km          | Sevilha   | 338 km         |
| Trujillo              | 118 km         | Baños de Montemayor     | 48 km          | Madrid    | 249 km         |
| Cória                 | 48 km          | Casar de Palomero       | 63 km          | Barcelona | 868 km         |
| Valência de Alcântara | 167 km         | Montehermoso            | 27 km          | Badajoz   | 208 km         |
| Mérida                | 151 km         | Malpartida de Plasencia | 10 km          | Lisboa    | 392 km         |

### Pontes
Para a travessia do leito do rio Jerte à sua passagem por Plasencia, a cidade tem as seguintes pontes:
- Ponte de Trujillo — A mais antiga e com a maior altura desde o leito do rio até ao tabuleiro. Foi objeto de várias reformas ao longo da sua vida útil.
- Ponte Nova — Uma ponte tipicamente medieval, tem um nicho com a Virgem da Guia no seu ponto mais alto. Era a entrada principal de Plasencia desde as comarcas de La Vera e Vale do Jerte.
- Ponte de São Lázaro — Junto à ermida do mesmo nome, no antigo caminho para a cidade de Cória. É também uma ponte típica medieval, de beleza singular.
- Ponte de Adolfo Suárez — Obra recente, é a de maior comprimento e uma das que mais trânsito suportam, especialmente nas horas de ponta.
- Ponte de São Miguel ou do General Gutiérrez Mellado — A mais recente, une o centro da cidade com o bairro de São Miguel.
- Ponte de Ferro — Na via férrea Plasencia-Astorga.

### Regulação do trânsito urbano
Entre as competências atribuídas aos municípios pela lei espanhola encontram-se a imobilização de veículos, a ordenação e controlo do trânsito e a regulamentação dos seus usos. Esta regulamentação (Ordenanza Municipal de Tráfico) sofreu várias alterações ao longo do tempo, adaptando-se à densidade do trânsito e da necessidade de o regular. Nela se define quais os usos que se podem dar às vias, os limites de velocidade, os horários e zonas de cargas e descargas, etc.

### Parque automóvel
A cidade tem um parque automóvel de 503 automóveis por cada 1 000 habitantes, superior aos 461 da média da província. Existem ainda 5 028 camiões e furgonetas, um número particularmente elevado devido à importância da logística na atividade económica, derivada em grande parte de ser o principal centro de várias comarcas e por não haver transportes de mercadorias por via férrea.

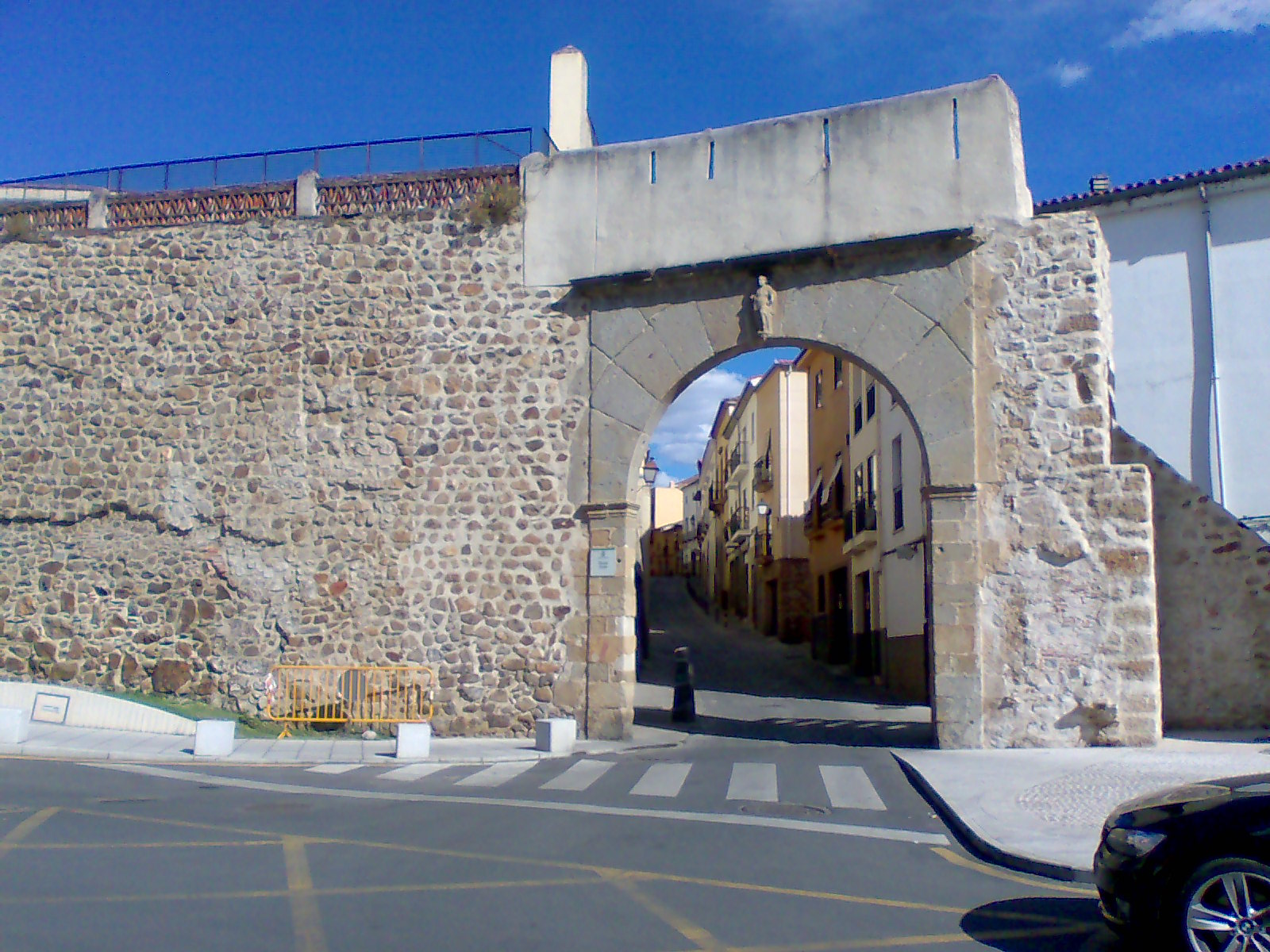
Porta de Cória

Foi em Plasencia que, em 18 de novembro de 1900, foi matriculado o primeiro automóvel da província de Cáceres, o segundo de Espanha.

| Tipo de veículo    | Quantidade |
| ------------------ | ---------- |
| Automóveis         | 20 233     |
| Camiões furgonetas | 5 028      |
| Outros veículos    | 3 800      |
| Total              | 29 061     |

### Autocarros urbanos

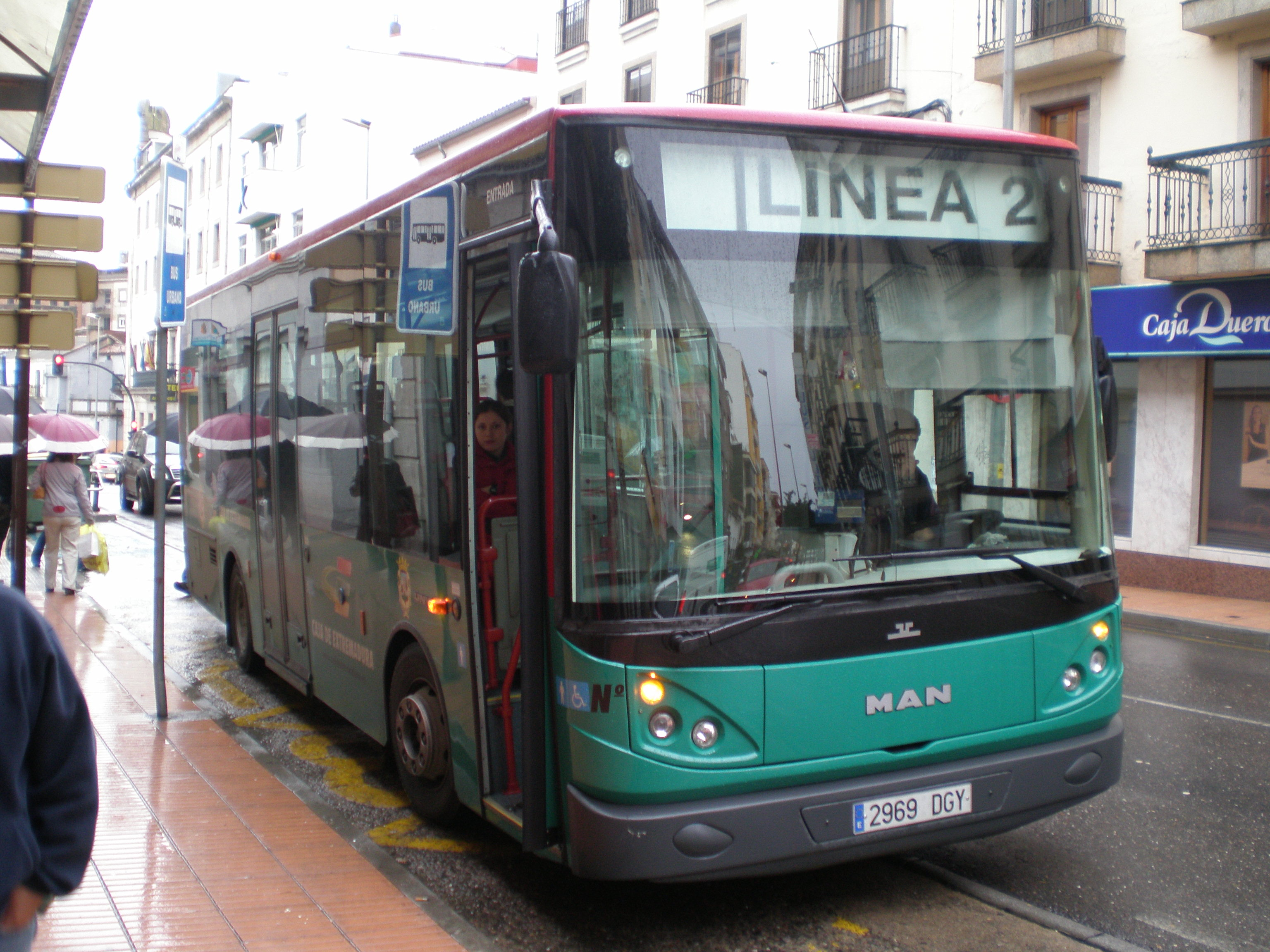
Autocarro urbano da linha n.º 2

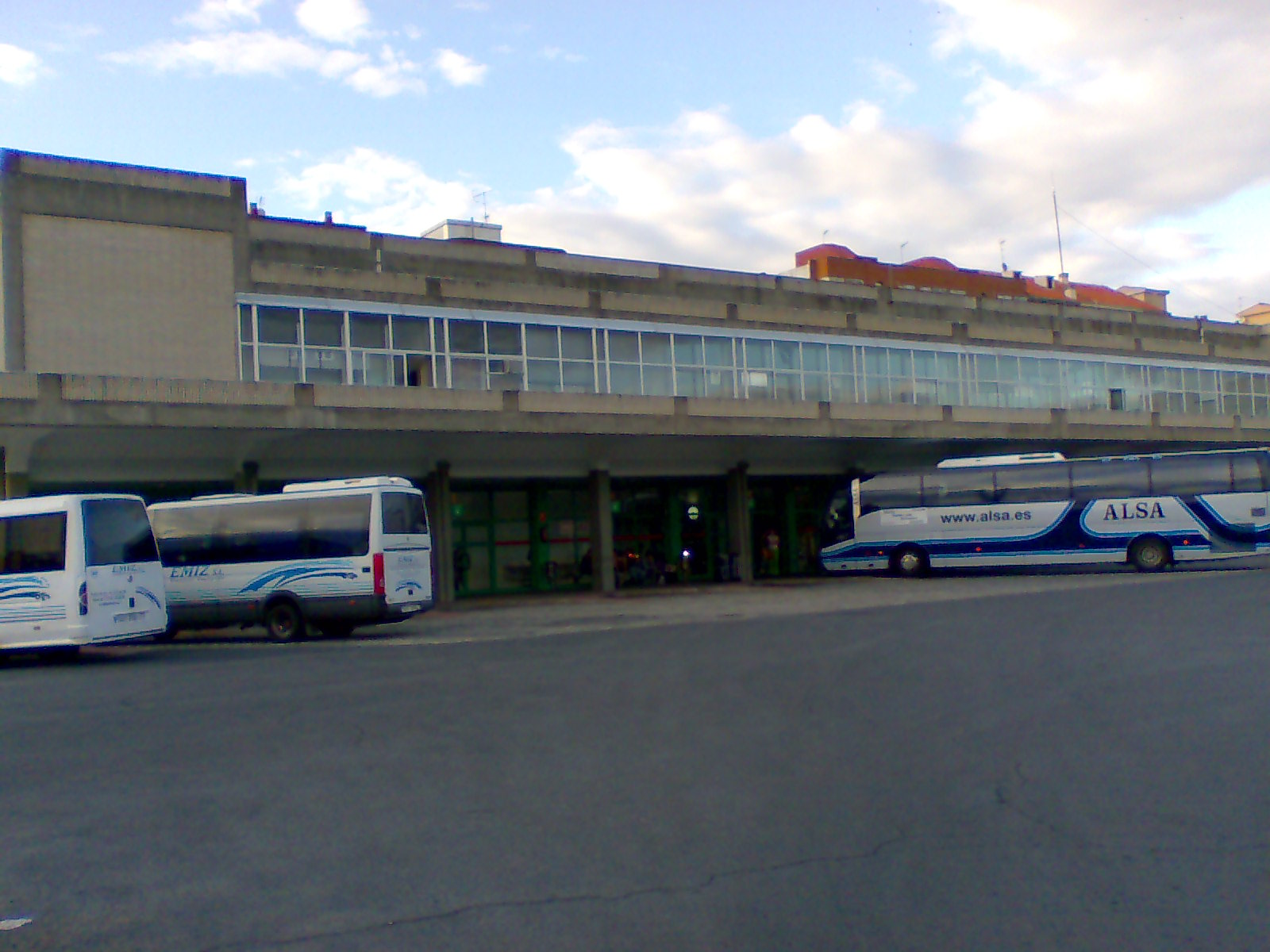
Estação de autocarros

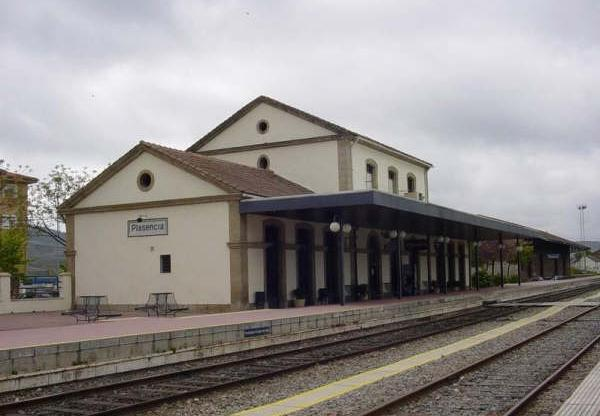
Estação ferroviária de Plasencia

O serviço de transportes públicos prestado pelo Ayuntamiento começou a funcionar nos anos 1970. Em 2007 a cidade contava com três linhas de autocarros urbanos e uma frota completamente renovada de autocarros ecológicos, com comodidades para os utentes como rampas de acesso para pessoas com algum tipo de deficiência.
| Linha | Percurso                                       | Paragens |
| L1    | Polígono industrial - Gabriel y Galán          | 19       |
| L2    | Hospital Virgen del Puerto - Colonia Guadalupe | 21       |
| L3    | Circular                                       | 22       |

As três linhas têm pontos em comum:
- L1 e L2 têm 9 paragens em comum.
- L1 e L3 têm 5 paragens em comum.
- L2 e L3 têm 5 paragens em comum.

### Autocarros interurbanos
A estação de autocarros interurbanos está situada la rua de Tornavacas e nela param todas as linhas regulares que chegam e partem de Plasencia em direção às diversas localidades da comarca, as que usam a Via da Prata desde Sevilha a Gijón e a que faz a ligação com o serviço de autocarros para Madrid, Barcelona e outras cidades espanholas.

### Comboios
Plasencia tem duas estações de comboio, uma dentro da cidade e outra a cerca de 10 km, na área do município de Malpartida de Plasencia — a estação de Monfragüe, antes conhecida como estação de Palazuelo-Empalme.
As vias férreas unem Plasencia a Madrid via Talavera de la Reina e com Sevilha via Mérida. Até meados dos anos 1980 esteve em serviço a linha que ligava a Salamanca, a qual está atualmente (2010) em desuso, embora haja planos de reabri-la, pois é o único troço encerrado entre Gijón a Sevilha.
Em 2007 estava previsto que a linha de comboio de alta velocidade a construir entre Madrid e Lisboa tivesse uma estação em Plasencia, no local conhecido como Fuentidueñas, mas no ano seguinte o itinerário mais provável para essa linha passou a ser mais a sul, por Badajoz.

## Meios de comunicação
Imprensa escrita
Na cidade são distribuídos os jornais regionais "Hoy" e "El Periódico Extremadura", ambos com redação própria dedicada à região de Plasencia.
Emissoras de rádio
As principais cadeias de rádio espanholas teem emissora própria na cidade, tal como se pode ver no quadro seguinte:
| Emissora                  | Frequência FM (MHz) |
| Canal Extremadura Rádio   | 102.0               |
| Rádio Nacional de Espanha | 88.6                |
| Rádio Clássica            | 99.0                |
| Rádio 3                   | 93.3                |
| Rádio5                    | 104.4               |
| SER Plasencia             | 91.4                |
| Onda Cero                 | 87.6                |
| Punto Rádio               | 101.2               |
| Rádio Plasencia Centro    | 98.0                |
| Onda2                     | 100.2               |
| Rádio María               | 97.0                |
| Kiss FM                   | 87.6                |

Televisão

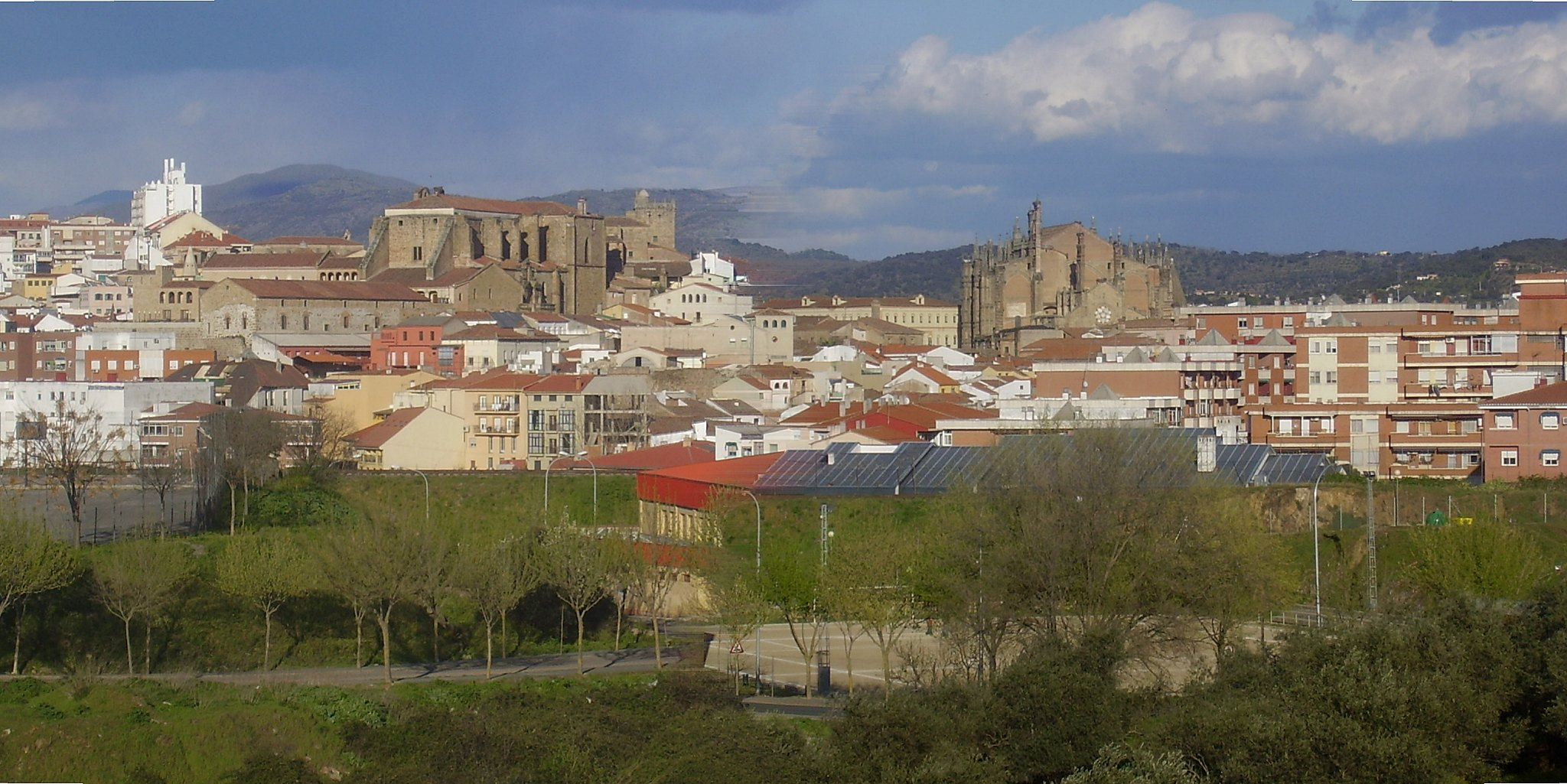
Panorâmica parcial da parte antiga de Plasencia

Em conjunto com Malpartida de Plasencia, a cidade conta com uma estação da nova televisão digital terrestre (TDT) (TL06CC), que permite a sintonização de mitos mais canais e proporcionará o desenvolvimento de canais locais especializados.
Internet
O website do Ayuntamiento dispõe de uma secção dedicada a informar os placentinos das atividades promovidas pelo município.

## Desporto
Entidades desportivas

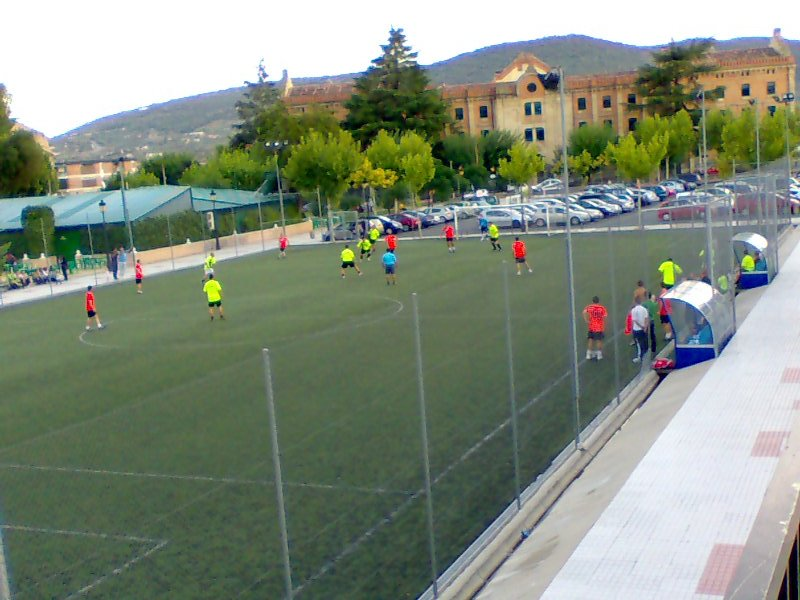
Competição desportiva

- União Polidesportiva Plasencia (UP Plasencia) — Clube de futebol fundado em 1945 que já jogou cinco vezes na 2ª divisão espanhola nos últimos 25 anos, mas desde 1999 que não vai além da 3ª divisão, onde foi campeão em 1985 e em 1992. Na temporada de 2009-10 jogou no "Grupo I de la Regional Preferente de Extremadura", tendo voltado à 3ª divisão espanhola, grupo XIV (Estremadura), em 2010-11. Tem uma escola de futebol para jovens de ambos os sexos com idades compreendidas entre os 7 e os 18 anos.[30][31][32]
- Agrupamento Desportivo Cidade de Plasencia (AD Ciudad de Plasencia) — Clube de futebol fundado em 1998. 2009 a equipa masculina estava na 3ª divisão espanhola, no grupo da Estremadura. A equipa feminina está na 1ª divisão espanhola em 2010-11. Tem uma escola para jovens com idades compreendidas entre os 7 e os 18 anos.[33][34]
- Clube de Basquetebol Plasencia Ambroz — Clube de basquetebol fundado em 1978. Em 2010 a equipa masculina profissional disputa a Liga Española de Baloncesto (Adecco LEB Plata) e foi várias vezes campeã regional da Estremadura. Tem equipas masculinas e femininas de todos os escalões etários, exceto seniores femininos.[35][36] O principal objetivo é a participação, promoção e fomento do basquetebol, tanto a nível profissional como amador.
- Associação de Futebol de Salão San Fulgencio — Tem como objetivo o fomento do desporto entre jovens e pessoas mail velhas.
- Clube de Basquetebol Nardeiros Plasencia — Dedicado à prática do basquetebol em toda a zona estremenha e províncias limítrofes.
- Clube Desportivo Parque de Mofragüe — Dedicado a fomentar a prática desportiva através de desportos menos comuns, como por exemplo, o badminton.
- Clube de Natação de Plasencia — Fundado em 1976, realiza competições em toda a Espanha e fomento o desporto de base.[37]